# أحمد الطيب (معلق)
أحمد الطيب (1 اكتوبر 1960 -)، مذيع ومعلق رياضي مصري، يعمل في قنوات الدوري والكأس القطرية وحاليا في قنوات bein sport والتعليق على مباريات الدوري القطري. كانت بدايته في التعليق على الدوري المصري في قناة النيل الرياضية وكانت أول مباراة يعلق فيها هي مباراة النادي الأهلي ونادي الزمالك عام 1998م.